# VCL Utility Tractor
De Vickers utility tractor (VUT) was een kleine ongepantserde rupstrekker voor licht geschut. Hij werd in 1928 ontwikkeld door Vickers-Armstrong.
Het voertuig was onder andere in gebruik bij de Belgische strijdkrachten en bij het Koninklijk Nederlandsch-Indisch Leger (KNIL).
 

## Ontwikkeling

### Dragon artillerietrekker

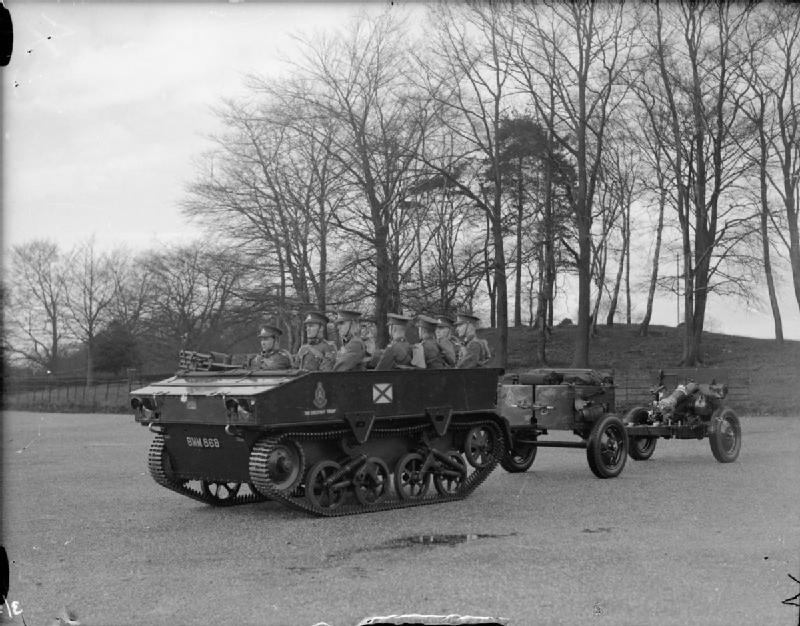
Light Dragon tractor MkII met 3,7 inch houwitser

De Dragon was een artillerietrekker die ontwikkeld werd vanaf begin jaren ’20. Veel latere voertuigen in de “Vickers-Carden-Loyd” (VCL) familie zijn er (gedeeltelijk) van afgeleid. De officiële naam was “Tractor, Full Track, Dragon”.

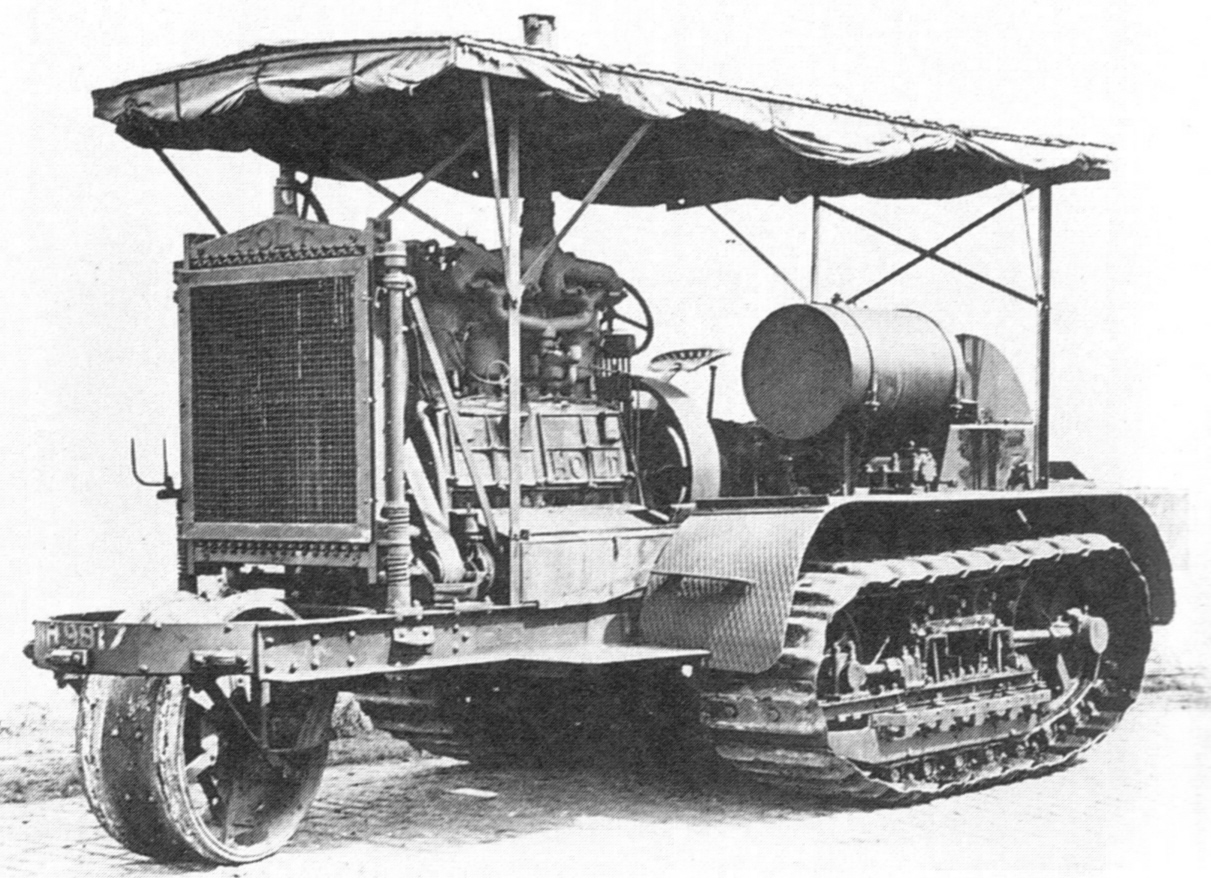
Holt 75

In de Eerste Wereldoorlog begon men de Britse artillerie te mechaniseren. Het was duidelijk dat er trekkers nodig waren die de artillerie snel naar en op het slagveld konden transporteren. Artillerietrekkers met wielen waren ongeschikt voor het ruwe terrein van een WO I-slagveld. Rupstrekkers zoals de Holt 75 voldeden ook niet vanwege hun lage snelheid.
Vickers begon te werken aan hun 18-Pdr Transporter, en Sir W.G. Armstrong Whitworth & Co. Ltd. ontwierp een voertuig genaamd Dragon (van drag gun ((nl) kanon-trekken) ). Het concept van beide voertuigen was vergelijkbaar: de vuurmond werd voor transport in het voertuig gereden en de bemanning zat binnen, tegenover elkaar. Beide voertuigen waren gereed in 1922.
De Dragon werd verder ontwikkeld. Het idee om de vuurmond in het voertuig te vervoeren werd al snel losgelaten. Na de fusie van Vickers en Armstrong Whitworth tot Vickers-Armstrong in 1927, en de overname van Carden-Loyd Tractors door Vickers-Armstrong in maart 1928 werd de Dragon in grote hoeveelheden geproduceerd en geëxporteerd. Er waren vele varianten en verschillende groottes (light, medium) van de Dragon.

#### Dragon Medium
De Medium Dragon bleef in gebruik tot in de jaren ‘30, en werd doorontwikkeld tot een gepantserd infanterievoertuig met schietpoorten (prototype).

#### Light Dragon
Vanaf 1924 werd de Light Dragon MkII geproduceerd. Ondanks succes werden er hiervan 69 gebouwd, omdat de productie overschakelde op de uit de hieruit ontwikkelde Bren carrier. Deze werd vervolgens later doorontwikkeld tot de Universal Carrier. De Light Dragon werd gebouwd door de Royal Ordnance Factory en werden nog gebruikt in 1940, o.a. bij de British Expeditionary Force (BEF) in de Slag om Frankrijk.
Afmetingen Light Dragon Mk IId (1933-’35):
- Gewicht: 3 ton
- Lengte: 3,74m
- Breedte: 1,96m
- Hoogte: 1,52m
- Bodemvrijheid: 33 cm
- Snelheid: 32 km/u
- Breedte rupsband: 26,6 cm
- Motor: 6 cyl, 90 pk
- Trekkracht: 2,8 ton
- Bemanning: chauffeur + 8 volledig uitgeruste manschappen

### Vickers artillery tractor
De Vickers Artillery tractor (VAT) was een verbeterde versie van de Light Dragon en werd gebouwd van 1933 tot 1935. De bestuurder zat in het midden. De VAT was korter dan de Dragon, en het spanwiel en de twee toprollers waren weggelaten. Technisch was het voertuig gebaseerd op de Ford A- en/of B-modellen.
De VAT was oorspronkelijk bedoeld voor het Britse leger, dat in de vroege jaren ‘30 mechaniseerde. In 1932 werden er verschillende varianten gebouwd voor infanterie- en cavalerie-eenheden, maar er werden geen grote bestellingen gedaan. De VAT kon een 40mm Ordnance QF 2-pounder antitankkanon met voorwagen trekken, of een 76,2mm Ordnance QF 13-pounder vuurmond. Twee versies werden uitgebracht die officieel werden aangeduid als “Tractor, Light, GS Mk.I” en “Tractor, Light, GS Mk.Ia (HS)”. “HS” Staat voor “Hoge Snelheid”, dit model was bestemd voor cavalerie eenheden.
De VAT-artillerietrekker was niet bewapend.

#### De VAT in België
Toen de Belgische strijdkrachten beseften dat er in de jaren ‘30 verdere mechanisatie van het leger nodig was, werd gekeken naar een aantal buitenlandse voertuigen. In 1934 kocht het Belgische leger 21 of 23 Vickers 1934-artillerietrekkers (VAT) van de Britse firma Vickers.
Deze waren bedoeld als artillerietrekkers voor de Bofors 75mm model 1934 berghouwitser (Canon de 75 mle 1934) van de Ardense Jagers.
Het Belgische leger was de enige gebruiker van de VAT, en alleen de Ardense Jagers beschikten over dit voertuig.
De Belgen waren onder de indruk van de prestaties van het voertuig op zowel heuvelachtig als vlak terrein, en plaatsten als experiment een FRC 47mm antitankkanon op een VAT. Dat pakte goed uit en werd de T-13 tankjager. Er werden nog 32 VAT’s besteld die gebruikt werden als basis voor de T-13 B1.
Voor de rest van de Belgische strijdkrachten werd als artillerietrekker de voorkeur gegeven aan de kleinere en veel goedkopere Vickers utility tractor en de Ford Marmon Herrington gepantserde tractor.

## Vickers utility tractor

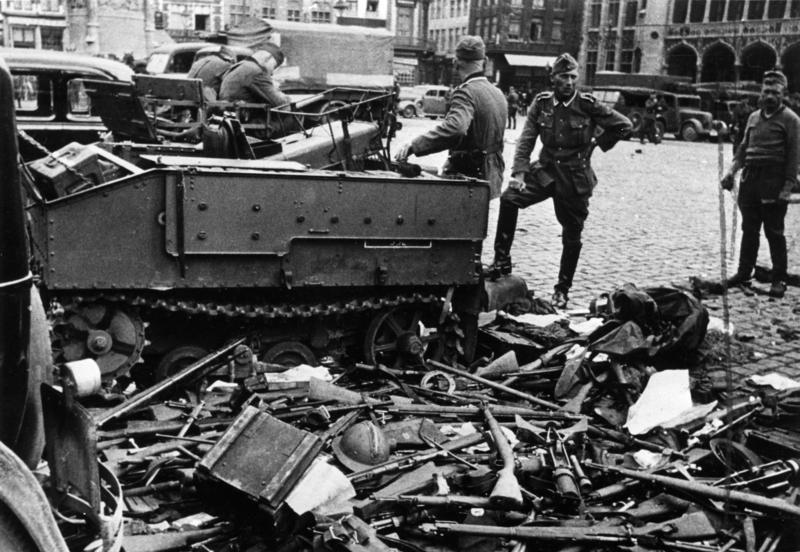
Vickers Utility Tractor (VUT) van het Belgische leger na de capitulatie

De Vickers utility tractor (VUT) werd in 1928 ontwikkeld als een kleine ongepantserde rupstrekker voor licht geschut. Hij was slechts 2,13m lang en 1,22m breed, veel kleiner dan de Dragon en de VAT en had een compactere motor. Aan het chassis zaten aan beide zijden metalen rupsbanden met twee loopwielen in een loopwielenstel (“bogie”) voorzien van een bladveer. Het aandrijfwiel bevond zich aan de voorzijde, en het spanwiel achteraan fungeerde tevens als achterste loopwiel.
Het open voertuig had een achterin geplaatste 4-cilinder 3300cc Meadows vloeistofgekoelde benzinemotor van 51pk die afgedekt was met een halfopen motorkap. De VUT had een leeggewicht van 2 ton.
De handgeschakelde versnellingsbak had 4 versnellingen vooruit en 1 achteruit. Verder was het voertuig voorzien van een schijfkoppeling, trommelremmen en een differentieel.
De bestuurder zat achter een scherm voorin in het midden van het voertuig.

### Versies
Van de VUT werden 3 versies gebouwd:
- Vracht, ongepantserd
- Infanterie, om licht geschut te trekken bij infanterie eenheden. Er konden geen manschappen meerijden. Achterin was rondom de motor wel wat opbergruimte.
- Cavalerie, om licht geschut te trekken bij cavalerie eenheden. Was sneller en lichter bepantserd en was voorzien van twee achterwaarts gerichte achterzittingen. Naast de motor was wat opbergruimte. Deze versie kon worden voorzien van opvouwbare pantserplaten, die de bestuurdersstoel van bovenaf beschermden.[9]

De gepantserde versies leken op de Dragon Light Mk II en de VAT. De romp had evenals die van de Dragon Light Mk II en de VAT eenvoudige hoekige vormen en een schuine voorzijde. Er was achterin echter nauwelijks ruimte.

### De VUT in België
In 1935 plaatste de Belgische krijgsmacht een eerste order voor 277 voertuigen bij Vickers in het Verenigd Koninkrijk. Van de "infanterie"-versie 177 exemplaren, van de "cavalerie"-versie 85, en 15 ongepantserde transportvoertuigen. De leveringen begonnen het jaar daarop.
In 1936 werden er nogmaals 272 besteld, nu van de iets grotere B-uitvoering, die in België onder licentie werden gebouwd bij SA des Ateliers de Construction de et a Familleureux (ACF). De B-uitvoering was een verbeterde “infanterie”-versie, groter en met bredere rupsbanden Deze werden 1936-1937 geleverd. Een laatste order werd geplaatst in september 1939. In totaal werden er meer dan 1000 VUT’s geleverd aan de Belgische krijgsmacht.
Alle voertuigen werden gebruikt om het FRC 47mm antitankkanon te trekken.
Een antitankbatterij in de regimenten van het cavaleriecorps bestond uit drie pelotons met elk twee secties en beschikte vanaf 1936 over 31 trekkers.
Een antitankcompagnie in een infanteriedivisie (“Compagnie 4,7cm AT Div Inf”), bestond uit drie pelotons met elk twee secties met elk 2 stukken en beschikte over 15 trekkers.
In elk infanterieregiment werden in 1936 een antitankcompagnie opgericht die bestond uit twee pelotons en beschikte over 10 trekkers.
Ook de Grenswielrijders en de 4 Karabiniers-Wielrijders regimenten werd uitgerust met de VUT.
In mei 1940 waren nog niet alle VUT’s geleverd. Soms werden in plaats daarvan nog vrachtwagens gebruikt.

### De VUT bij de Wehrmacht
Tijdens de blitzkrieg aan het westelijk front vielen de meeste VUT’s handen van de Duitse Wehrmacht. De trage trekkers, vooral de "infanterie" versie, hielden de troepen niet bij en werden vaak achtergelaten. De enige voordelen van de trekkers waren het kleine formaat en het lage gewicht.
Ook de trekkers die nog in productie waren voor de Belgische krijgsmacht en voor KNIL werden door de Duitsers in beslag genomen en door hen in gebruik genomen.
De veroverde VUT’s kregen bij de Wehrmacht de aanduiding Art Schl VA 601(b) ingezet. Ze werden niet alleen als trekker of voor transport, maar ook voor rijopleidingen gebruikt. Verschillende exemplaren werden ingezet aan het oostfront, waar ze in de zomer en de herfst van 1941 werden gebruikt om het 37mm Pak 36 en de 50mm Pak 38 antitankgeschut te trekken.
Een aantal werd tot ten minste 1943 gebruikt.

### De VUT in Nederlands-Indië
Het KNIL bestelde in oktober 1939 bij Familleureux 20 voertuigen van het B-type en in december nog 30.
De KNIL versie week af van de eerdere versies: ze had zijkanten die omlaag geklapt konden worden, waardoor er aan beide zijden 3 naar buiten gerichte zitplaatsen ontstonden voor de geschutsbemanning. De omlaag geklapte zijkanten fungeerden als voetensteun. De eerste 20 arriveerden in april 1940 op Java.
De trekkers waren (vermoedelijk) ingedeeld bij de 2e Afdeling Pantser- en Luchtafweer (2 APLA) van het 2e Regiment Infanterie KNIL van de 1e Divisie KNIL in Tjimahi, West-Java.
Ze werden gebruikt om de lichte Oostenrijkse 47mm Böhler antitankkanonnen en het 20mm Rheinmetall‐Börsig Flak 30 luchtafweergeschut te trekken.
Al de trekkers van het KNIL werden in maart 1942 tijdens de Japanse bezetting van Nederlands-Indië door Japanse troepen veroverd of vernietigd. Enkele overleefden de oorlog en werden tijdens de Indonesische Onafhankelijkheidsoorlog opnieuw gebruikt door Nederlandse troepen tegen Indonesische nationalisten.
In mei 1940 was er nog een aantal van de door het KNIL bestelde trekkers in productie. Deze werden door de Duitsers in beslag genomen en evenals de Belgische voertuigen door hen als Art Schl VA 601(b) in gebruik genomen.

## De VUT in musea
Ten minste vier Vickers Utility Tractors zijn bewaard gebleven in musea:
- Museum Bronbeek, Arnhem (KNIL-versie met een 20-mm luchtafweerkanon)
- Koninklijk Museum van het Leger en de Krijgsgeschiedenis, Brussel
- Musée des Blindés de Saumur, Parijs
- Museo di Guerra per la pace “Diego de Henriquez”, Triëst